# هربرت راينر جونيور
هربرت راينر جونيور (بالإنجليزية: Herbert Reiner Jr.)‏ هو دبلوماسي وضابط أمريكي، ولد في 21 سبتمبر 1916 في براتلبورو في الولايات المتحدة، وتوفي في 28 ديسمبر 1999 في Cotuit, Massachusetts ‏ في الولايات المتحدة.